# Ove Hygum
Ove Hygum, né le 17 septembre 1956, est un homme politique danois membre des Sociaux-démocrates et ancien ministre.